# Brenthis conjuncta
Brenthis conjuncta är en fjärilsart som beskrevs av Tutt 1899. Brenthis conjuncta ingår i släktet Brenthis och familjen praktfjärilar. Inga underarter finns listade i Catalogue of Life.